# ACROSS THE DREAMS
ACROSS THE DREAMS（アクロス・ザ・ドリームス）はTEARSのアルバム。

## 内容
TEARS唯一のオリジナル・アルバム。それまでにリリースしたシングル3枚、及び後発シングル1枚の楽曲を収録しているが、すべてA面の楽曲のみで、カップリングの曲は収録していない。このアルバムの発売プロモートに合わせて同時期に発売されたシングル『自由への翼』は、アルバム用に撮影した写真の別カットが使用されている。

## 批評
CDジャーナルは「ネオアコと呼ぶほどマニアックなものではなく、もっと一般的な分かりやすいポップ・ロック」と評するだけではなく、葛原豊の歌唱姿勢を「適度なハスキーで耳の引っ掛かり具合が心地いい」とも評している。

## 収録曲
1. STAY DREAM
作詞:葛原豊 作曲:多々納好夫 編曲:加藤貴也
2. 自由への翼
作詞･作曲:葛原豊 編曲:加藤貴也
3. LOVE IS YOU
作詞･作曲:葛原豊 編曲:加藤貴也
4. 眩しいほど奇麗になったね
作詞･作曲:川島だりあ 編曲:明石昌夫
5. Perfect Sky
作詞:TEARS 作曲:多々納好夫 編曲:加藤貴也
6. 君がいたあの季節（とき）
作詞:葛原豊 作曲:本田孝信 編曲:加藤貴也･寺島良一
7. RAIN
作詞:北原道誉･葛原豊 作曲:葛原豊 編曲:加藤貴也
8. 途切れそうな夢の中で
作詞:北原道誉 作曲:葛原豊 編曲:加藤貴也
9. 誰が君のそばにいても
作詞:小田佳奈子 作曲:本田孝信 編曲:ホリエアキラ
10. いつまでも笑顔の君で
作詞:葛原豊 作曲:立河吉彦 編曲:加藤貴也

## 参加ミュージシャン
- 加藤貴也 - キーボード
- 後藤康二 - ギター
- 増崎孝司（DIMENSION） - ギター
- 鈴木英俊 - ギター
- 鈴木康志 - アコースティックギター、コーラス
- ホリエアキラ - アコースティックギター
- 小野塚晃（DIMENSION） - ピアノ
- 生沢佑一（TWINZER） - コーラス
- 本田孝信 - コーラス